# 奈良県
奈良県（ならけん）は、日本の近畿地方に位置する県。県庁所在地は奈良市。
紀伊半島内陸部にあり、令制国の大和国の領域を占め、北西部の盆地部を除けば険しい山々がそびえており、人口の偏りが大きい。都道府県面積は全国で8番目に狭く、内陸8県では最も狭い。

## 概要

### 北部地域と南部地域
県中南部は険しい紀伊山地が大半を占めている関係で可住地面積が全国最下位となっている。そのため、人口の9割以上が県北西部の奈良盆地（大和平野）に集中している。北西部は大阪都市圏（京阪神大都市圏）に含まれ、大阪や京都などの大都市への交通の便もよく都市近郊地域として発展している一方、世界遺産（世界文化遺産）である古都奈良の文化財や法隆寺地域の仏教建造物など歴史的文化的遺産にも恵まれている。一方、南部地域はほとんどが山地であり、吉野杉に代表される林業や紀の川におけるレジャーなど自然を生かした産業があるほか、この地域でも世界遺産（世界文化遺産）の紀伊山地の霊場と参詣道といった歴史的文化遺産に恵まれている。

### 都市圏
奈良県では、多くの自治体が大阪都市圏に含まれている。下記の表は、県内の都市雇用圏を表したものである。また、大阪都市圏の各自治体のほか五條市や吉野郡の一部も京阪神大都市圏に含まれる。県庁所在地である奈良市や生駒市は県の最北部に位置し、大阪や京都へのアクセスにおいては至便で、これらの大都市のベッドタウン・衛星都市となっている。また、奈良県では主要な公共交通手段として大手私鉄の近畿日本鉄道（近鉄）が大部分を担っており、県中部の橿原市や御所市、県南部の吉野町などからも大阪都市圏に1時間程度でのアクセスが可能となっている。2020年の県内の昼夜間人口比率は90程度であり、県外就業率は首都圏の埼玉県・千葉県についで全国3位の高さである。特に大阪府と生駒山地を挟んで隣接している生駒市の県外就業率は約50%と非常に高い（「奈良府民」も参照）。

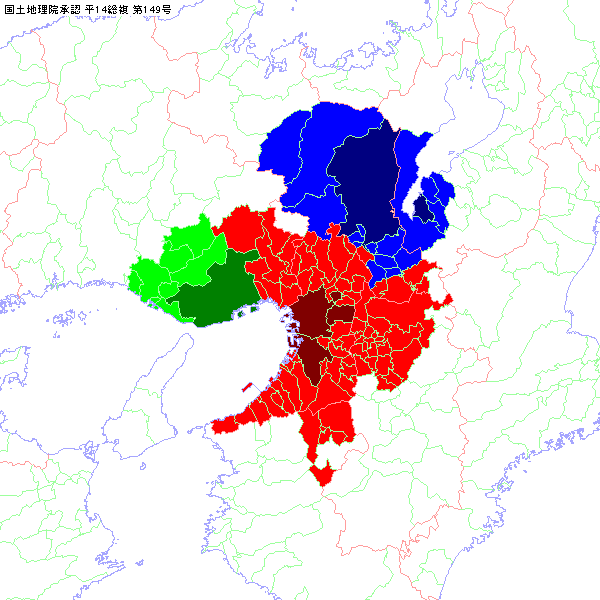
赤い部分が大阪都市圏の範囲
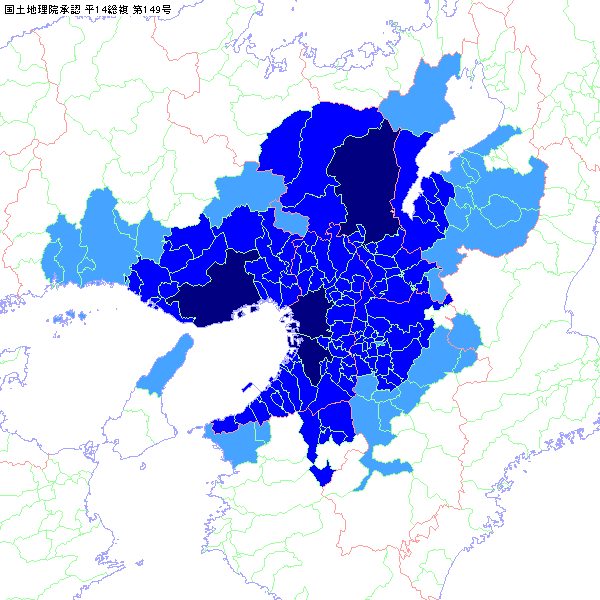
京阪神大都市圏の範囲

| 自治体 ('80) | 1980年                   | 1990年                   | 1995年                   | 2000年                   | 2005年                   | 2010年                   | 2015年                   | 自治体 （現在） |
| ------------ | ------------------------ | ------------------------ | ------------------------ | ------------------------ | ------------------------ | ------------------------ | ------------------------ | --------------- |
| 山添村       | 上野 都市圏              | 上野 都市圏              | 上野 都市圏              | 上野 都市圏              | 大阪 都市圏 1215万6918人 | 伊賀 都市圏              | 伊賀 都市圏              | 山添村          |
| 月ヶ瀬村     | 上野 都市圏              | 上野 都市圏              | 上野 都市圏              | 上野 都市圏              | 大阪 都市圏 1215万6918人 | 大阪 都市圏 1223万8814人 | 大阪 都市圏 1207万8820人 | 奈良市          |
| 都祁村       | 天理 都市圏              | -                        | 大阪 都市圏 1200万7663人 | 大阪 都市圏 1211万6540人 | 大阪 都市圏 1215万6918人 | 大阪 都市圏 1223万8814人 | 大阪 都市圏 1207万8820人 | 奈良市          |
| 奈良市       | 大阪 都市圏 1117万0018人 | 大阪 都市圏 1184万2283人 | 大阪 都市圏 1200万7663人 | 大阪 都市圏 1211万6540人 | 大阪 都市圏 1215万6918人 | 大阪 都市圏 1223万8814人 | 大阪 都市圏 1207万8820人 | 奈良市          |
| 大和高田市   | 大阪 都市圏 1117万0018人 | 大阪 都市圏 1184万2283人 | 大阪 都市圏 1200万7663人 | 大阪 都市圏 1211万6540人 | 大阪 都市圏 1215万6918人 | 大阪 都市圏 1223万8814人 | 大阪 都市圏 1207万8820人 | 大和高田市      |
| 大和郡山市   | 大阪 都市圏 1117万0018人 | 大阪 都市圏 1184万2283人 | 大阪 都市圏 1200万7663人 | 大阪 都市圏 1211万6540人 | 大阪 都市圏 1215万6918人 | 大阪 都市圏 1223万8814人 | 大阪 都市圏 1207万8820人 | 大和郡山市      |
| 天理市       | 天理 都市圏              | 大阪 都市圏 1184万2283人 | 大阪 都市圏 1200万7663人 | 大阪 都市圏 1211万6540人 | 大阪 都市圏 1215万6918人 | 大阪 都市圏 1223万8814人 | 大阪 都市圏 1207万8820人 | 天理市          |
| 橿原市       | 大阪 都市圏 1117万0018人 | 大阪 都市圏 1184万2283人 | 大阪 都市圏 1200万7663人 | 大阪 都市圏 1211万6540人 | 大阪 都市圏 1215万6918人 | 大阪 都市圏 1223万8814人 | 大阪 都市圏 1207万8820人 | 橿原市          |
| 桜井市       | 大阪 都市圏 1117万0018人 | 大阪 都市圏 1184万2283人 | 大阪 都市圏 1200万7663人 | 大阪 都市圏 1211万6540人 | 大阪 都市圏 1215万6918人 | 大阪 都市圏 1223万8814人 | 大阪 都市圏 1207万8820人 | 桜井市          |
| 御所市       | 大阪 都市圏 1117万0018人 | 大阪 都市圏 1184万2283人 | 大阪 都市圏 1200万7663人 | 大阪 都市圏 1211万6540人 | 大阪 都市圏 1215万6918人 | 大阪 都市圏 1223万8814人 | -                        | 御所市          |
| 生駒市       | 大阪 都市圏 1117万0018人 | 大阪 都市圏 1184万2283人 | 大阪 都市圏 1200万7663人 | 大阪 都市圏 1211万6540人 | 大阪 都市圏 1215万6918人 | 大阪 都市圏 1223万8814人 | 大阪 都市圏              | 生駒市          |
| 香芝町       | 大阪 都市圏 1117万0018人 | 大阪 都市圏 1184万2283人 | 大阪 都市圏 1200万7663人 | 大阪 都市圏 1211万6540人 | 大阪 都市圏 1215万6918人 | 大阪 都市圏 1223万8814人 | 大阪 都市圏              | 香芝市          |
| 新庄町       | 大阪 都市圏 1117万0018人 | 大阪 都市圏 1184万2283人 | 大阪 都市圏 1200万7663人 | 大阪 都市圏 1211万6540人 | 大阪 都市圏 1215万6918人 | 大阪 都市圏 1223万8814人 | 大阪 都市圏              | 葛城市          |
| 當麻町       | 大阪 都市圏 1117万0018人 | 大阪 都市圏 1184万2283人 | 大阪 都市圏 1200万7663人 | 大阪 都市圏 1211万6540人 | 大阪 都市圏 1215万6918人 | 大阪 都市圏 1223万8814人 | 大阪 都市圏              | 葛城市          |
| 平群町       | 大阪 都市圏 1117万0018人 | 大阪 都市圏 1184万2283人 | 大阪 都市圏 1200万7663人 | 大阪 都市圏 1211万6540人 | 大阪 都市圏 1215万6918人 | 大阪 都市圏 1223万8814人 | 大阪 都市圏              | 平群町          |
| 三郷町       | 大阪 都市圏 1117万0018人 | 大阪 都市圏 1184万2283人 | 大阪 都市圏 1200万7663人 | 大阪 都市圏 1211万6540人 | 大阪 都市圏 1215万6918人 | 大阪 都市圏 1223万8814人 | 大阪 都市圏              | 三郷町          |
| 斑鳩町       | 大阪 都市圏 1117万0018人 | 大阪 都市圏 1184万2283人 | 大阪 都市圏 1200万7663人 | 大阪 都市圏 1211万6540人 | 大阪 都市圏 1215万6918人 | 大阪 都市圏 1223万8814人 | 大阪 都市圏              | 斑鳩町          |
| 安堵町       | 大阪 都市圏 1117万0018人 | 大阪 都市圏 1184万2283人 | 大阪 都市圏 1200万7663人 | 大阪 都市圏 1211万6540人 | 大阪 都市圏 1215万6918人 | 大阪 都市圏 1223万8814人 | 大阪 都市圏              | 安堵町          |
| 川西町       | 大阪 都市圏 1117万0018人 | 大阪 都市圏 1184万2283人 | 大阪 都市圏 1200万7663人 | 大阪 都市圏 1211万6540人 | 大阪 都市圏 1215万6918人 | 大阪 都市圏 1223万8814人 | 大阪 都市圏              | 川西町          |
| 三宅町       | 大阪 都市圏 1117万0018人 | 大阪 都市圏 1184万2283人 | 大阪 都市圏 1200万7663人 | 大阪 都市圏 1211万6540人 | 大阪 都市圏 1215万6918人 | 大阪 都市圏 1223万8814人 | -                        | 三宅町          |
| 田原本町     | 大阪 都市圏 1117万0018人 | 大阪 都市圏 1184万2283人 | 大阪 都市圏 1200万7663人 | 大阪 都市圏 1211万6540人 | 大阪 都市圏 1215万6918人 | 大阪 都市圏 1223万8814人 | 大阪 都市圏              | 田原本町        |
| 高取町       | 大阪 都市圏 1117万0018人 | 大阪 都市圏 1184万2283人 | 大阪 都市圏 1200万7663人 | 大阪 都市圏 1211万6540人 | 大阪 都市圏 1215万6918人 | 大阪 都市圏 1223万8814人 | 大阪 都市圏              | 高取町          |
| 明日香村     | 大阪 都市圏 1117万0018人 | 大阪 都市圏 1184万2283人 | 大阪 都市圏 1200万7663人 | 大阪 都市圏 1211万6540人 | 大阪 都市圏 1215万6918人 | 大阪 都市圏 1223万8814人 | 大阪 都市圏              | 明日香村        |
| 上牧町       | 大阪 都市圏 1117万0018人 | 大阪 都市圏 1184万2283人 | 大阪 都市圏 1200万7663人 | 大阪 都市圏 1211万6540人 | 大阪 都市圏 1215万6918人 | 大阪 都市圏 1223万8814人 | 大阪 都市圏              | 上牧町          |
| 王寺町       | 大阪 都市圏 1117万0018人 | 大阪 都市圏 1184万2283人 | 大阪 都市圏 1200万7663人 | 大阪 都市圏 1211万6540人 | 大阪 都市圏 1215万6918人 | 大阪 都市圏 1223万8814人 | 大阪 都市圏              | 王寺町          |
| 広陵町       | 大阪 都市圏 1117万0018人 | 大阪 都市圏 1184万2283人 | 大阪 都市圏 1200万7663人 | 大阪 都市圏 1211万6540人 | 大阪 都市圏 1215万6918人 | 大阪 都市圏 1223万8814人 | 大阪 都市圏              | 広陵町          |
| 河合町       | 大阪 都市圏 1117万0018人 | 大阪 都市圏 1184万2283人 | 大阪 都市圏 1200万7663人 | 大阪 都市圏 1211万6540人 | 大阪 都市圏 1215万6918人 | 大阪 都市圏 1223万8814人 | 大阪 都市圏              | 河合町          |
| 榛原町       | 大阪 都市圏 1117万0018人 | 大阪 都市圏 1184万2283人 | 大阪 都市圏 1200万7663人 | 大阪 都市圏 1211万6540人 | 大阪 都市圏 1215万6918人 | -                        | -                        | 宇陀市          |
| 室生村       | 大阪 都市圏 1117万0018人 | 大阪 都市圏 1184万2283人 | 大阪 都市圏 1200万7663人 | 大阪 都市圏 1211万6540人 | -                        | -                        | -                        | 宇陀市          |
| 菟田野町     | -                        | -                        | -                        | -                        | -                        | -                        | -                        | 宇陀市          |
| 大宇陀町     | -                        | -                        | -                        | -                        | -                        | -                        | -                        | 宇陀市          |
| 曽爾村       | -                        | -                        | 大阪 都市圏 1200万7663人 | 大阪 都市圏 1211万6540人 | 伊賀 都市圏 19万0804人   | 伊賀 都市圏 18万8673人   | 伊賀 都市圏 17万9010人   | 曽爾村          |
| 御杖村       | -                        | -                        | 大阪 都市圏 1200万7663人 | 大阪 都市圏 1211万6540人 | 伊賀 都市圏 19万0804人   | 伊賀 都市圏 18万8673人   | 伊賀 都市圏 17万9010人   | 御杖村          |
| 五條市       | 五條 都市圏              | 五條 都市圏              | 五條 都市圏              | 五條 都市圏              | -                        | -                        | -                        | 五條市          |
| 西吉野村     | 五條 都市圏              | 五條 都市圏              | 五條 都市圏              | 五條 都市圏              | -                        | -                        | -                        | 五條市          |
| 大塔村       | -                        | -                        | -                        | -                        | -                        | -                        | -                        | 五條市          |

### 自治体
奈良県の自治体
奈良県には、12市7郡15町12村の自治体がある。村の読み方はすべて「むら」である。町の読み方はすべて「ちょう」である。
- 奈良市（県庁所在地、中核市）
- 大和高田市
- 大和郡山市
- 天理市
- 橿原市
- 桜井市
- 五條市
- 御所市
- 生駒市
- 香芝市
- 葛城市
- 宇陀市
- 山辺郡 - 山添村
- 生駒郡 - 平群町、三郷町、斑鳩町、安堵町
- 磯城郡 - 川西町、三宅町、田原本町
- 宇陀郡 - 曽爾村、御杖村
- 高市郡 - 高取町、明日香村
- 北葛城郡 - 上牧町、王寺町、広陵町、河合町
- 吉野郡 - 吉野町、大淀町、下市町、黒滝村、天川村、野迫川村、十津川村、下北山村、上北山村、川上村、東吉野村

### 隣接する都道府県・市町村
- 大阪府：枚方市・交野市・四條畷市・大東市・東大阪市・八尾市・柏原市・羽曳野市・河内長野市・南河内郡太子町・南河内郡河南町・南河内郡千早赤阪村
- 京都府：京田辺市・木津川市・相楽郡精華町・相楽郡笠置町・相楽郡南山城村
- 三重県：伊賀市・名張市・津市・松阪市・尾鷲市・熊野市・多気郡大台町・北牟婁郡紀北町
- 和歌山県：橋本市・田辺市・新宮市・伊都郡かつらぎ町・伊都郡高野町・有田郡有田川町・東牟婁郡北山村

## 地理・地域

### 概要
紀伊半島中央の内陸部に位置し、中央構造線によって南北に大別される。北部は奈良盆地や大和高原といったなだらかな地形が広がる一方、南部は大台ケ原や近畿地方最高峰の八経ヶ岳（八剣山）といった紀伊山地の急峻な地形で占められる。
南北2区分のほかに、北和、中和、西和、宇陀（東和）、吉野（南和）の5区分もあるが境界は曖昧なものとなっている。
- 盆地：奈良盆地
- 山地：紀伊山地・高見山地・室生火山群・竜門山地・金剛山地・生駒山地・笠置山地
- 高原：大和高原（笠置山地）
- 川：大和川・吉野川・十津川
- 山：八経ヶ岳・弥山・釈迦ヶ岳・大普賢岳・山上ヶ岳・稲村ヶ岳・大台ヶ原山・高見山・金剛山・大和葛城山・二上山・生駒山・若草山

奈良盆地
奈良盆地は、奈良県の中央から北西側に位置する。大阪との距離が近いこともあり、住宅開発が進んだ結果、大阪市や京都市のベッドタウンとなっており、県民の8分の1が大阪市や京都市など県外へ通勤・通学している（奈良府民）。また、盆地外周の丘陵地（平城山丘陵・西ノ京丘陵・矢田丘陵・馬見丘陵）ではニュータウンも開発された。
大和高原・宇陀
大和高原は、奈良盆地の東に位置する。名阪国道沿いの奈良市都祁地区や山添村では、工業団地が見られる。宇陀地域は、大和高原の南に位置する。南西部は盆地となっており、宇陀市中心部の近鉄大阪線榛原駅を中心にベッドタウン化も見られる。基本的に、奈良盆地と比べても自然が多く、奈良市の月ヶ瀬梅林や曽爾村の曽爾高原といったのどかな風景が広がっている。
吉野
吉野地域は、奈良県の3分の2近くの面積（神奈川県や佐賀県に匹敵）を占める森林地帯である。範囲は吉野郡と同じ、もしくは五條市を加えたものである。吉野地域で特に知られるのは、吉野町の千本桜で、春には多くの観光客が訪れる。また、世界遺産の大峯奥駈道・熊野古道（小辺路）もあり、山岳信仰の霊地として古くから多くの信仰を集めている。大淀町など郡北部の一部の地域では、近鉄吉野線沿線であることや比較的可住地が多いことから、県北部と同様に大阪市や京都市のベッドタウンとしてニュータウンが開発されている。その一方で、上北山村や野迫川村などほとんどの地域は険峻な山地であり可住地面積が少なく、また道路施策の遅れから交通の便も悪いため、人口は多くの村で1,000人前後と少なく過疎状態であり財政再生団体化が進んでいる。

### 気候
| 平年値 （月単位） | 平年値 （月単位） | 北西部        | 北西部        | 北西部        | 北東部        | 五條、北部吉野 | 南東部        | 南東部        | 南西部        |
| 平年値 （月単位） | 平年値 （月単位） | 奈良          | 奈良市 針     | 田原本        | 宇陀市 大宇陀 | 吉野           | 曽爾          | 上北山        | 十津川村 風屋 |
| ----------------- | ----------------- | ------------- | ------------- | ------------- | ------------- | -------------- | ------------- | ------------- | ------------- |
| 平均 気温 (℃)     | 最暖月            | 26.6 （8月）  | 23.6 （8月）  |               | 24.6 （8月）  |                |               | 23.9 （8月）  | 24.4 （8月）  |
| 平均 気温 (℃)     | 最寒月            | 3.8 （1月）   | 0.9 （1月）   |               | 1.9 （1月）   |                |               | 2.6 （1月）   | 4.6 （1月）   |
| 降水量 (mm)       | 最多月            | 208.5 （6月） | 239.5 （6月） | 194.3 （6月） | 219.9 （6月） | 216.8 （6月）  | 274.0 （9月） | 446.6 （9月） | 344.1 （7月） |
| 降水量 (mm)       | 最少月            | 40.7 （12月） | 46.1 （12月） | 37.1 （12月） | 48.7 （12月） | 53.1 （12月）  | 46.4 （12月） | 59.4 （12月） | 58.5 （12月） |

気温の年較差・日較差の大きいいわゆる内陸性気候で、奈良における年平均気温は14.6°Cと全国の気象官署の中でほぼ平均的な気温である。降水量は年間を通じて1333.2mmと比較的少なく、奈良盆地（奈良市・橿原市などの地域）では冬型の気圧配置が強い時や、南岸低気圧が紀伊半島沖を通過した時に雪雲が流れ込むことがあり、積雪することもあるが、全体的にみると降雪の観測日数は多くない（年平均23.3日）。10cm以上の積雪となる時は殆どが南岸低気圧の通過によるものである。一方、五條地域・吉野地域・宇陀地域などは降雪・積雪に見舞われることがあり、天川村・上北山村にはスキー場も存在する（大阪市から津市以南の近畿では両村だけ）。これらの地域では積雪が交通に影響を与えており、奈良県の道路政策には「雪害対策」の文言が含まれている。また温帯である。
気象は一般的に瀬戸内海式気候に属する北部（基準地は奈良市）と太平洋側気候に属する南部（基準地は吉野郡十津川村風屋）に大別される。天気予報では北部と南部に分けて発表される。
さらに北部を北西部（基準地は奈良市で狭義の奈良盆地の地域）、北東部（基準地は宇陀市で、山辺郡・宇陀市）、五條・北部吉野（基準地は五條市で、旧大塔村の地域を除く五條市域と、吉野郡3町）と二次細分区分として3分割している。
南部は南東部（基準地は吉野郡上北山で、宇陀郡・吉野郡の大峯山系東側の地域）と南西部（基準地は十津川村風屋、五條市のうち旧大塔村の地域・十津川村・野迫川村）と2分割している。
県内は典型的な盆地気候であり、夏場はかなり蒸し暑い。最高気温25°C以上の夏日は奈良と五條がほぼ全日のうち60日間となっており、県内では最も多い。しかし2005年7、8月における最高気温では十津川村風屋の37.3°C、上北山の37.0°C、五條の36.7°C、奈良の36.2°Cと昼間の気温に関しては、十津川村風屋と上北山のほうが、奈良や五條よりも高くなることがしばしばみられ、かなりの酷暑になるために近畿地方で最も気温が高いこともある。また奈良盆地は、強い日射で地表と上空との温度差が大きくなりやすいことや紀伊山地、生駒山地、金剛山地、笠置山地に高温多湿の気流がぶつかることでも大気が不安定となるために、かなり頻繁に積乱雲（雷雲）が発生して夕立が起きやすい。奈良の夏季（5、6、7、8、9月）における平均雷日数は17.2日で、豊岡（兵庫県）の16.9日、京都の15.9日、彦根（滋賀県）の14.6日を上回る多さである。
冬の寒さはどの地域でも厳しい。近畿地方全体でも一、二を争うほどで、十津川では日本海側の豊岡市よりも寒くなる日もある。一般に寒いと言われる京都盆地よりも、奈良盆地のほうが冬場の平均気温は低い。また北部山岳部の冷え込みは3月ごろまで続くことが多く、年間を通じての最低気温の記録が3月では宇陀市大宇陀で−6.2°C、奈良市針が−6.1°Cとなっており、これらの宇陀地域は遅霜などの影響を受けやすい。このほか前述の通り積雪による影響を受ける地域もあり、奈良県内でも気象は一概に言えない状況である。
台風の影響は内陸部のため大きな被害を受けることは稀であるが、1912年（大正元年）の暴風雨で死者93人、1959年（昭和34年）の台風15号（伊勢湾台風）では風水害により死者行方不明者113名を出し、1998年（平成10年）の台風7号では室生寺五重塔など文化財が大きな損壊を受けるなど、台風が紀伊半島を北上する場合には地形の影響から大きな被害が出る。
吉野地区は年間を通して雨が多い、日本でも有数の多雨地帯であると同時に台風銀座でもある。台風が接近、通過する時は勿論だが、台風本体が東シナ海を通り、日本海に抜ける時や九州または四国に上陸し、中国地方を縦断する時にも暖かく湿った南東の風が紀伊山地にぶつかり、南東斜面を中心に大雨になりやすく被害をもたらすことがある。その典型例として、1889年（明治22年）8月に起きた十津川大水害と2011年（平成23年）の台風12号がある。特に、2011年（平成23年）の台風12号では上北山村の72時間降水量が国内の観測史上最大となる1652.5mmもの雨が降り、紀伊半島に甚大な被害をもたらしたことから「平成23年紀伊半島豪雨」または「紀伊半島大水害」と呼ばれている。

## 歴史

### 先史
奈良県でも約2万5千年前（炭素14年代測定法による）には旧石器時代の人々が生活を始めた。県西部の二上山一帯は石器石材となるサヌカイトの産出地で、二上山北麓遺跡群には60か所以上の旧石器の遺跡が分布しており、ナイフ形石器・石核・剥片などの遺物が出土している。
縄文時代には木津川・吉野川水系の諸河川が流れる大和高原や吉野山一体を中心に遺跡が分布している。近畿地方では縄文草創期の遺跡は少ないが、県下最古の縄文遺跡は山添村中峯山（ちゅうむざん）の大川（おおこ）遺跡があり、県北部の布目川流域では、山添村の桐山和田遺跡や北野ウチカタビロ遺跡から草創期の隆起線文土器が出土している。また遅瀬川流域の山添村上津の上津大片刈遺跡からも草創期の爪文形土器が出土している。
吉野川流域には大淀町の桜ヶ丘遺跡で、縄文前期・中期の竪穴建物跡や炉跡などが検出されている。川上村迫の丹生川上神社上社の旧境内地には縄文早期から後期前期にかけての大遺跡宮ノ平遺跡があるほか、吉野町には縄文後期から弥生中期にかけての宮滝遺跡が所在する。宇陀地域では、縄文後期の本郷大田下遺跡（宇陀市大宇陀本郷）からはドングリの貯蔵穴（径・深さとも約1メートル）が45基発見された。
奈良盆地では布留遺跡、狐井遺跡など縄文早期からの遺跡が分布しているが、縄文中期の遺物は乏しい。縄文後期には遺跡数が増加し、布留遺跡では縄文後期の遺構に伴い硬玉製大珠も出土している。縄文晩期には橿原遺跡、竹内遺跡などがあり、畝傍山東麓の橿原遺跡からは魚骨類も出土しており、大阪湾岸地域との交易が想定されている。
弥生時代には奈良盆地を中心に集落遺跡が分布し、特に初瀬川左岸の唐古・鍵遺跡は弥生前期からの継続した大規模集落として知られる。唐古・鍵遺跡からは水田農耕の存在を示す水田遺構や環濠、木製農具をはじめ炭化米、高床式建物跡などの遺構が見られ、青銅器生産を示す鋳型も出土している。また、唐古・鍵遺跡の周辺にも分村的な多数の集落遺跡が分布している。
弥生後期には盆地周辺や宇陀地域において高地性集落が出現する。

### 古墳時代・飛鳥時代・奈良時代
紀元3世紀から4世紀ごろの古墳時代前期に、畿内の豪族が力を強めて周辺地域に覇を唱えた。その後長い年月と代替わりを経て、他地域との交流・攻防や大陸との交流の末、現在の日本地域の大半を支配する大勢力となった。これがヤマト王権と呼ばれる。
ヤマト王権は現在の皇室の祖であるとされ、宮内庁比定の天皇陵などが集まっている。また、邪馬台国と同一視する説、北九州にあった邪馬台国の子孫が移住して新たに建国した国であるという説、神武天皇の東遷説などがある。大化の改新前代に置かれていた宮廷直轄領である六御県（むつのみあがた）は、倭六県（やまとのむつのあがた）ともいい、天皇に献上するための蔬菜を栽培する菜園の霊を祀り、添（そふ）・山辺（やまのべ）・磯城（しき）・十市（といち）・高市（たけち）・葛城（かつらぎ）の6つの県（あがた）は特別視された。県内には、御県神社が式内大社として存在している。
3世紀の半ば過ぎから九州地方から渡ってきた豪族などの邪馬台国連合・ヤマト政権の盟主墳と考えられる古墳が累々と奈良盆地に築造されている。それらを列挙すると、東南部の外山古墳群、纏向古墳群、柳本古墳群、大和古墳群であり、墳丘長200メートルを超す巨大古墳が6基も存在する。これらの古墳群をまとめて大倭古墳群と呼称することもある。曾布地域の佐紀丘陵には佐紀盾列古墳群、馬見丘陵周辺には馬見古墳群が所在する。
古代からの神道信仰の伝統、および6世紀の仏教伝来以来の国策により、この地域には神社仏閣が多数存在する。蘇我馬子が創立した飛鳥寺や、聖徳太子が創立した法隆寺などが知られる。
ヤマト王権成立以来8世紀末まで、この地域に大和朝廷の累代の天皇の宮があり、都が置かれた。大和時代から飛鳥時代にかけては、桜井市、橿原市、高市郡に宮が置かれていることが多かった（飛鳥京跡）。特に藤原京は、持統天皇4年（690年）に着工され、持統天皇8年（694年）に完成した条坊制による中国風都城として知られる。その後、和銅3年（710年）に平城京遷都が行われた（奈良時代の始まり）。
平城京では遣唐使を通して唐など諸外国との文化交流が行われた。諸外国から輸入した宝物を一同に保管している正倉院は、事実上のシルクロードの終着点である。また、聖武天皇の鎮護国家政策により、興福寺など仏教勢力が力を強め、天平勝宝4年（752年）には東大寺で大仏開眼会が行われた。
平城京から長岡京への遷都の一因ともなった影響力を持った寺社勢力は、遷都後もそれらはこの地域に残り、その後地域の耕作者を支配下において大きな勢力となった。

### 平安時代から中世
平安時代後期は、清和源氏の源満仲の次男の源頼親（兄・源頼光/摂津源氏。弟・源頼信/河内源氏）の大和源氏の本拠地となった。なお、中近世の日本において大きな歴史的事件の舞台とはなっていないが、温暖で肥沃な盆地を抱える地域であるため、この地域の豪族はいずれも大きな力を持った。
一方、南部の険峻な山地には、その地の利を活かして反中央勢力（中でも反主流派の皇族）が居を定め、中央政府（京都の朝廷、および幕府）とにらみ合う時代が長く続いた。南北朝時代の後醍醐天皇の吉野朝廷（南朝）が有名である。吉野朝廷は地の利を生かしながら、また各地の武家勢力を糾合しながら60年にわたって抵抗し続けるが1392年に南北朝合一。しかしその後も活動を止めず、応仁の乱では山名持豊の推戴も受けた。
奈良時代に建立された藤原氏氏寺の興福寺・東大寺など南都寺院が大きな勢力を誇った。このため、鎌倉・室町の武家政権は大和に定まった守護を置けなかった。平氏が東大寺焼討ちなどを行って南都を制圧しようと試みたが、うまくいかなかった。
戦国時代には筒井氏・越智氏・十市氏・箸尾氏などが北大和地域に割拠し争ったが強力な支配勢力となりえず、細川氏や畠山氏・三好氏の後援を受けた赤沢朝経や木沢長政・松永久秀といった他国勢力の支配を受けた。16世紀末に戌亥脇党の筒井順慶が織田信長の力を背景に大和を概ね制する。また、一向宗の布教拠点として今井町が環濠城塞都市化して信長軍と闘ったが、武装放棄されたものの検断権を許され商工業を盛んにし自治都市として発展した。

### 近世
豊臣秀吉の時代、順慶亡き後筒井氏は伊賀国に転出し、代わって郡山城に大納言豊臣秀長が拠を構え、地域の再編と産業奨励に乗り出し大和は安定した。
江戸時代は奈良（奈良奉行）・五條（五條代官）・今井（惣年寄）を幕府が直轄支配し、郡山藩が15万石で最大石高(但し、津藩も山辺郡などに領有しており、津藩を含めた場合は津藩が最大石高)で、高取藩が2万5千石、丹羽国柏原へ移封したが元禄8年（1695年）まで宇陀市大宇陀に所在した松山藩が2万8千石で、小泉藩・柳生藩・柳本藩・芝村藩・櫛羅藩などは陣屋であった。また、交代寄合の平野家の田原本陣屋があった。
このうち大和南部の広大な山域は、五條代官所管轄の天領（幕府直轄地）となった。実質はあまりに広域のため十津川村の十津川郷士などをはじめ各地域（郷村）による自治を行った。また、あまり知られていないことであるが、五條代官の支配地・管轄はかなり広域で現在の和歌山県の一部も含んでいた。

### 明治維新以後
慶応4年/明治元年1月21日（1868年2月14日）、新政府は添上郡奈良に大和鎮台を設置。大和鎮撫総督府を経て、同年5月19日（7月8日）に奈良県（第1次）、7月29日（9月15日）に奈良府となり、大和国一円の幕府領、旗本領、寺社領を管轄した。明治2年7月17日（1869年8月24日）奈良県に改称。同年に十津川郷を兵部省軍務官に（のち五條県に編入）、明治3年（1870年）に宇智郡・吉野郡および葛上郡・宇陀郡の一部を五條県にそれぞれ移管している。五條県分離当時の奈良県の管轄地域は、添上郡68村、添下郡8村、平群郡61村、広瀬郡12村、葛下郡34村、葛上郡31村、忍海郡8村、宇陀郡89村、式上郡21村、式下郡26村、十市郡38村、高市郡41村、山辺郡55村（いずれも郡域の一部）であった。
明治4年11月22日（1872年1月2日）に大和国10県が統合され、改めて奈良県が設置された（第1次府県統合）。ところが、この奈良県は1876年（明治9年）4月18日に堺県に編入されて廃止となった（第2次府県統合）。その堺県も1881年（明治14年）2月7日に大阪府に編入されて廃止となったが、この年の12月には今村勤三ら大和出身の大阪府会議員を中心に奈良県再設置運動が開始された。そして、1887年（明治20年）11月4日に奈良県（第2次）が再設置され、11年半におよぶ堺県・大阪府時代が終わった。奈良県（第2次）の初代県知事には奈良県廃止時の堺県令だった税所篤が就いた。
1892年（明治25年）には湊町（現・JR難波駅） - 奈良間の鉄道開業で大阪と奈良が、1896年（明治29年）には奈良鉄道が木津 - 奈良間を開業することにより京都と奈良が結ばれたことで、神社仏閣の多い奈良県が観光地として栄えていくこととなる。さらに、1914年（大正3年）4月、大阪電気軌道（大軌、近畿日本鉄道の前身）が、大阪の上本町駅（現・大阪上本町駅） - 奈良駅間30.8km（現・近鉄奈良線）開業をさせ、より大阪と奈良の交通アクセスが良くなった。一方、当時日本で2番目に長いトンネルであった生駒トンネルの開通は難工事であり、開通後に大軌は深刻な経営危機に陥った。同社にとって幸いなことに旅客利用は順調で、1916年（大正5年）3月に債務整理を完了、やがて積極的な路線網の拡大に舵を切った。
その後、大軌は橿原神宮への参詣輸送を取り込むため1923年（大正12年）には畝傍線（現・近鉄橿原線）を全線開通、1925年（大正14年）には大阪からの短絡線である八木線（現・近鉄大阪線の八木西口駅以西区間）を開通させ、多くの観光客が同神宮を訪れることとなった。同じころ、大阪進出を果たした大阪鉄道 (2代目)（現・近鉄南大阪線）が橿原神宮を目指して路線を延長中であり、1929年（昭和4年）に久米寺駅（現・橿原神宮前駅）に到達、1928年（昭和3年）に吉野まで全線開通したばかりの吉野鉄道（現・近鉄吉野線）との直通運転を開始した。1940年（昭和15年）に官民一体で行われた紀元2600年祭には、両線や省線を利用して、神武天皇とゆかりの深い橿原神宮に多くの参拝者が訪れた。
1950年（昭和25年）7月、近鉄の手による宅地開発の開始を皮切りに、奈良市の学園前周辺が高級住宅地として開発が進んだことで、北和地域の大阪のベッドタウンとしての発展の礎が築かれた。高度経済成長期の昭和30年（1955年）から昭和48年（1973年）には近鉄奈良線沿線や近鉄大阪線沿線、近鉄南大阪線沿線では住宅地開発が進み、奈良盆地全域で急激な都市化が進行した。昭和末期から平成初期には、バブル景気により大阪都心部の地価上昇の影響を受け、県内でも地価上昇が進んだ結果、奈良盆地以外の宇陀市や大淀町、五條市でも住宅地開発が見られるようになり、県内の人口は増加していき、ドーナツ化現象の影響を大きく受けた。2000年（平成12年）以降は、都心回帰に影響もあって、人口は減少に転じているが、生駒市や香芝市、葛城市また県庁所在地である奈良市など、大阪から近いエリアでは開発が進んでいる。そのため、県外就業率が29.98%と埼玉県（2位）や千葉県（3位）を抑えて日本一高く（2005年国勢調査）、昼夜間の人口差が大きい。
また1987年（昭和62年）には、関西文化学術研究都市の発足に伴い、生駒市と奈良市が同都市の対象地域に含まれるようになる。平城・相楽ニュータウンの開発や、奈良先端科学技術大学院大学の設置や平城宮跡の復元など学術研究の分野でも、発展することとなった。さらに、東大寺学園や西大和学園など国内でも有数の難関私立進学校があるなど、文教地域としても知られるようになった。他に、1000世帯あたりのピアノの所有台数が日本一多い（1999年、359台）という統計などから、教養や教育に力を注いでいる家庭が多いのも奈良県の特徴である。
観光地としての面でも、平成初期の1993年に法隆寺地域の仏教建造物が、1998年には古都奈良の文化財が世界遺産となり、21世紀になってからの2004年には紀伊山地の霊場と参詣道が、ユネスコの世界遺産に登録され、今日では、古都と言えば奈良と京都と言われる程知名度が高く、世界的に有名な日本の観光都市として栄えている。現在、県内4箇所目の世界遺産登録（2024年度目標）に向け、県・橿原市・明日香村が活動を行っている。
奈良県ではやまと21世紀ビジョンを作成し「世界に光る奈良県づくり」「関西のオアシス」を目指している。また、古代より多くの都城が置かれたことから「日本の故郷」とされる。
2010年は平城京に遷都されてから1300年目に当たり、平城遷都1300年記念事業が企画され、2005年5月に同事業協会が設立された。また、同事業の主たる企画として、2010年の年初から年末まで「平城遷都1300年祭」が、平城宮跡を主会場（同年4月24日から11月7日）として実施された。
2022年7月8日には、奈良市の大和西大寺駅前が安倍晋三銃撃事件の舞台となった。

## 人口
総人口の9割以上が奈良盆地に居住する。県南部（吉野郡）は県面積の6割弱を占めながら、可住地面積が非常に狭いため人口は4万人にも満たず、全国有数の人口希薄地帯である。
| 増加 5.0 - 7.49 % 2.5 - 4.99 % 0.0 - 2.49 % | 減少 0.0 - 2.5 % 2.5 - 5.0 % 5.0 - 7.5 % 7.5 - 10.0 % 10.0 % 以上 |

| |                                        |  |
| 奈良県と全国の年齢別人口分布（2005年） | 奈良県の年齢・男女別人口分布（2005年） |  |
| ■紫色 ― 奈良県 ■緑色 ― 日本全国 | ■青色 ― 男性 ■赤色 ― 女性              |  |
| 奈良県（に相当する地域）の人口の推移 \| 1970年（昭和45年） \| 930,160人 \| \| \| 1975年（昭和50年） \| 1,077,491人 \| \| \| 1980年（昭和55年） \| 1,209,365人 \| \| \| 1985年（昭和60年） \| 1,304,866人 \| \| \| 1990年（平成2年） \| 1,375,481人 \| \| \| 1995年（平成7年） \| 1,430,862人 \| \| \| 2000年（平成12年） \| 1,442,795人 \| \| \| 2005年（平成17年） \| 1,421,310人 \| \| \| 2010年（平成22年） \| 1,400,728人 \| \| \| 2015年（平成27年） \| 1,364,316人 \| \| \| 2020年（令和2年） \| 1,324,473人 \| \| |                                        |  |
| 総務省統計局 国勢調査より |                                        |  |
| 1970年（昭和45年） | 930,160人                              |  |
| 1975年（昭和50年） | 1,077,491人                            |  |
| 1980年（昭和55年） | 1,209,365人                            |  |
| 1985年（昭和60年） | 1,304,866人                            |  |
| 1990年（平成2年） | 1,375,481人                            |  |
| 1995年（平成7年） | 1,430,862人                            |  |
| 2000年（平成12年） | 1,442,795人                            |  |
| 2005年（平成17年） | 1,421,310人                            |  |
| 2010年（平成22年） | 1,400,728人                            |  |
| 2015年（平成27年） | 1,364,316人                            |  |
| 2020年（令和2年） | 1,324,473人                            |  |

奈良県市町村人口増減率分布図（2015年度と2020年度国勢調査から算出）
増加
5.0 - 7.49 %
2.5 - 4.99 %
0.0 - 2.49 %
減少
0.0 - 2.5 %
2.5 - 5.0 %
5.0 - 7.5 %
7.5 - 10.0 %
10.0 % 以上

- 2007年10月1日現在 : 1,410,825人[11]
- 人口増加率（2002年→2007年） : -1.9%

### 奈良県人口動態
2000年をピークに人口減少が続いている。奈良県の人口は1960年時点では78万人（全国45位）に過ぎなかったが2024年現在128万人（全国27位）と大幅に成長した。人口は1995年までは全国平均を上回るペースで増加を続けたが、90年代後半以降は自然増減の悪化に加えて都心回帰の影響による社会減少が大きくなっている。
| 実施年 | 人口（人） | 増減人口（人） | 人口増減率(%) | 国内増減率(%) | 増加率全国順位 |
| ------ | ---------- | -------------- | ------------- | ------------- | -------------- |
| 1960年 | 781,058    | -              | -             | -             | -              |
| 1965年 | 825,965    | 44,907         | 5.75          | 5.20          | 9位            |
| 1970年 | 930,160    | 104,195        | 12.61         | 5.54          | 5位            |
| 1975年 | 1,077,491  | 147,331        | 15.84         | 7.92          | 4位            |
| 1980年 | 1,209,365  | 131,874        | 12.24         | 4.57          | 3位            |
| 1985年 | 1,304,866  | 95,501         | 7.90          | 3.40          | 3位            |
| 1990年 | 1,375,481  | 70,615         | 5.41          | 2.12          | 5位            |
| 1995年 | 1,430,862  | 55,381         | 4.03          | 1.58          | 5位            |
| 2000年 | 1,442,795  | 11,933         | 0.83          | 1.08          | 16位           |
| 2005年 | 1,421,310  | 21,485         | 1.49          | 0.66          | 33位           |
| 2010年 | 1,400,728  | 20,582         | 1.45          | 0.23          | 24位           |
| 2015年 | 1,364,316  | 36,412         | 2.60          | 0.75          | 31位           |
| 2020年 | 1,324,473  | 39,843         | 2.92          | 0.75          | 28位           |

### 滋賀県・沖縄県との人口推移比較
奈良県の人口動態は急増、急減しているのが特徴である。1960年から2020年の増加数・増加率は滋賀・沖縄両県とほぼ同じである。1960年から1990年までの30年間で、滋賀県は40万人、沖縄県も35万人、人口が増加しているが、奈良県は大幅に上回る60万人の人口増加数を記録していて滋賀県・沖縄県の人口を上回った。ただ奈良県は2000年前後から人口減少に突入しており、滋賀県・沖縄県の人口を再び下回った。近年の奈良県の人口増加率は30位前後に沈んでおり、三大都市圏では際立って人口減少が進んでいる。滋賀県・沖縄県は奈良県のような急増している期間はないが、長期間に渡って安定した人口増加が続いている。
| 実施年 | 奈良県人口(人) | 滋賀県人口(人) | 沖縄県人口(人) | 奈良県増加率 | 滋賀県増加率 | 沖縄県増加率 |
| ------ | -------------- | -------------- | -------------- | ------------ | ------------ | ------------ |
| 1960年 | 781,058        | 842,695        | 883,122        | -            | -            | -            |
| 1975年 | 1,077,491      | 985,621        | 1,069,228      | 38.0         | 17.0         | 21.1         |
| 1990年 | 1,375,481      | 1,222,411      | 1,220,935      | 27.7         | 24.0         | 14.2         |
| 2005年 | 1,421,310      | 1,380,361      | 1,360,244      | 3.3          | 12.9         | 11.4         |
| 2020年 | 1,324,473      | 1,413,610      | 1,467,480      | 6.8          | 2.4          | 7.9          |

## 政治

### 県政
- 知事 : 山下真（やました まこと、1期目）

#### 歴代奈良県知事（公選後）
（ ）内は在任期間と在任任期数を表す。
1. 野村万作（1947年4月21日 - 1951年4月14日、1期）
2. 奥田良三（1951年4月30日 - 1980年9月30日、8期）
3. 上田繁潔（1980年10月26日 - 1991年11月27日、3期）
4. 柿本善也（1991年11月28日 - 2007年5月2日、4期）
5. 荒井正吾（2007年5月3日 - 2023年5月2日、4期目）

#### 財政

##### 平成18年度
- 標準財政規模 - 2760億3700万円
- 一般会計歳入 - 4641億円
- 一般会計歳出 - 4609億円
- 経常収支比率 - 92.6% （都道府県平均 92.6）
- 実質収支比率 - 0.3%
- 実質公債費比率 - 12.6% （都道府県平均 14.7%）
- 人口一人当たり地方債現在高 - 69万0526円
- 人口100,000人当たり職員数 - 1,135.47人 （都道府県平均 1,173.11人）
- ラスパイレス指数 - 100.4 （都道府県平均 99.6）
- 人口一人当たり人件費・物件費等決算額 - 12万0572円 （都道府県平均 12万4759円）

地方債等の残高
- 普通会計分の地方債残高 - 9842億1300万円
- 上記以外の特別会計分（公営事業会計によるもの） - 1670億2900万円
  - おもな内訳：水道事業会計分 - 818億4200万円、流域下水道事業会計分 - 351億4500万円、医科大学費特別会計分 - 430億1500万円
- 第3セクター等の債務保証等残高 - 622億2300万円
  - おもな内訳：奈良県土地開発公社分 - 109億7700万円、奈良道路公社分 - 414億2300万円

地方債等の残高合計 - 1兆2134億6500万円（連結会計）
- 奈良県民一人当たり地方債等残高 - 86万2961円（連結会計）

##### 財政力指数
財政力指数が0.4~0.5のⅡグループ（10自治体）に分類されている
- 平成18年度 : 0.39699 （都道府県平均 0.48）
- 平成17年度 : 0.36（17年度）
- 平成30年度 :0.42758

#### その他
- 近畿2府4県で唯一、関西広域連合にもともとは不参加となっていた。
- 1905年（明治38年）1月に東吉野村で捕獲された若いオスが、最後に目撃されたニホンオオカミである。[12]
- 2006年3月24日、未成年者の補導に法的根拠を与える「奈良県少年補導に関する条例（平成18年奈良県条例57号）」が奈良県議会で自民・公明の賛成多数で可決・成立した。本条例は未成年者の自由を著しく制限する、また警察権限拡大につながるのではないかなどといった批判がある。また、前年には全国で初めて児童ポルノの単純所持禁止を定めた条例が成立しており、いずれも日本国憲法第94条に定める法の範囲内の条例制定権を逸脱しているのではないかと言う指摘がある。「奈良県少年補導に関する条例（案）」に対する会長声明[リンク切れ] - 日本弁護士連合会
- 2017年3月末で奈良少年刑務所が老朽化のため閉鎖されたことにより、現在47都道府県で滋賀県と並んで刑務所が存在しない[13]。

### 国政
衆議院の小選挙区が3。参議院では、全県で1区を構成。

#### 国会議員の選挙区・衆議院
衆議院議員（小選挙区選出）において、奈良県は3つの選挙区（いずれも定数は1）から成り立っており、区割りは以下の通り。
- 奈良1区 : 奈良市（旧都祁村域を除く）、生駒市
- 奈良2区 : 奈良市（旧都祁村域）、大和郡山市、天理市、香芝市、山辺郡、生駒郡、磯城郡、北葛城郡
- 奈良3区 : 大和高田市、橿原市、桜井市、五條市、御所市、葛城市、宇陀市、宇陀郡、高市郡、吉野郡

#### 国会議員の選挙区・参議院
参議院議員の選挙区選出における奈良県選挙区の定数は2であり、3年ごとに1議席を改選する。

## 経済・産業

### 産業
- 観光産業が発達しており、各地の神社仏閣や遺跡、万葉の故地などが観光客を集めている。東大寺二月堂修二会（お水取り）や春日若宮おん祭などの伝統行事や若草山の山焼き、また正倉院展・なら燈花会などの新しいイベントなどが多くの観光客に親しまれている。奈良県への年間観光客数は約4000万人。一方で宿泊施設は少なくホテルの軒数は2006年度において全国都道府県別で46位、客室数は47位（最下位）であった[14]。そのためホテルの多い京都や大阪に宿泊者の多くを奪われている状況である。奈良県ではホテル誘致を推進している[15]。
- イチゴ、スイカ、柿、茶葉（大和茶）の有数の産地でもある。特にイチゴは県内の地名が付いた“あすかルビー”という有名品種がある。
- 和書・書道に欠かせない墨や筆（奈良市）、茶道に欠かせない茶筅（生駒市高山）、などの産地。墨は全国シェアの95％が奈良県産品であり[16]、茶筅は生駒市高山で全国シェア90％以上を占める[17]。
- 金魚では大和郡山市が国内の代表的な名産地として知られている。近年では金魚すくい大会（全国金魚すくい選手権大会）が賑わいを見せ全国から参加者が集まっている。出荷匹数は日本一である。ただし、唯一水産試験場が無い県である事もあり、金魚の疾病などは県畜産課・家畜保健所が扱っている。
- 素麺の四大産地である（桜井市・三輪素麺）。また、手延べ素麺の三大産地の一つでもある。
- 吉野地域の山間部において、林業が県南部の基幹産業となっている。吉野杉のブランドで知られる。
- 中和地域において、靴下（広陵町）や野球のグラブなどスポーツ用品の生産も高いシェアを得ている。
- 三郷町では江戸時代、農家の農間渡世としてわら草履生産が行われており、現在もその伝統を継ぐ和履き製造（雪駄、草履）を継承している。

### 金融機関
- 南都銀行
- りそな銀行 ※旧 奈良銀行が合併した。

## 生活・交通

### 警察
- 奈良県警察

### 交通

#### 空港
奈良県内に空港はない。

#### 鉄道
奈良県は日本で初めて県内の鉄道路線が全て電化された県である。このような都道府県は当県を含め1都1府3県しかない（旅客営業を行う路線のみ）。また、県内には気動車による定期列車が存在しない。JRの駅は33駅、近鉄の駅は90駅と近鉄の方が3倍近くも多く駅を有し、列車の設定本数などもおおむね多い。特に、人気の観光地の最寄駅はその殆どが近鉄の駅である。2006年3月に急行「かすが」が廃止されたことにより、奈良県はJRの鉄道路線がある46都道府県で唯一、JRの定期特急・急行列車が1本も走っていない県となっていたが、2024年3月より平日限定で特急「らくラクやまと」が運転を開始したことにより、18年ぶりにJRの定期特急・急行列車が復活したほか、民営化後では初のJR定期特急となった。近鉄の特急は大阪線などで多数走っている。
運営する鉄道会社はJR西日本と近鉄の2社のみであるが、近鉄は大阪市高速電気軌道（Osaka Metro、旧・大阪市営地下鉄）中央線・京都市交通局（京都市営地下鉄） 烏丸線・阪神電気鉄道 阪神なんば線と相互乗り入れを行っている。路線バスも含め、同県の公共交通は近鉄グループが多勢を占める。
大阪メトロと京都市営地下鉄が近鉄に直通という形で奈良県内に乗り入れているが、首都圏以外地域での異なる地下鉄事業者の車両が一つの県に乗り入れるのは他社線直通という形ではあるが、これは奈良県が唯一である。
なお、貨物輸送においては日本貨物鉄道（JR貨物）の営業拠点（オフレールステーションも含めて）が一切ない。これはJR路線のない沖縄県を除けば唯一である。

##### 年間総輸送人員
JRは1日平均乗車人員、近鉄は1年間の総乗車人員
（下表のJRの乗車人員は各年の日数を積したもの）
|        | JR           | 近鉄          |
| ------ | ------------ | ------------- |
| 2017年 | 32,522,230人 | 138,446,546人 |
| 2018年 | 32,275,855人 | 137,444,648人 |
| 2019年 | 32,055,760人 | 136,796,035人 |
| 2020年 | 25,162,500人 | 104,209,793人 |

西日本旅客鉄道（JR西日本）
- 関西本線（大和路線）
- 桜井線（万葉まほろば線）
- 和歌山線

近畿日本鉄道（近鉄）
- 奈良線
- 大阪線
- けいはんな線
- 生駒鋼索線
- 生駒線
- 京都線
- 橿原線
- 田原本線
- 天理線
- 南大阪線
- 吉野線
- 御所線

#### バス
県内の路線バス・県内発着の高速バスは、奈良交通（奈良交通と子会社のエヌシーバス）がほぼ独占する。
他に同じグループの近鉄バスおよび三重交通が県外から乗り入れるほか、南海りんかんバスもわずかに奈良県内を走行する。また、西日本ジェイアールバスは高速バスのみ運行しているが、かつては奈良市や五條市周辺で一般路線バスも運行していた。また、吉野町では小規模であるが吉野大峯ケーブル自動車が路線を持っている（同社は吉野ロープウェイも運営）。この他、各市町村でコミュニティバスなどが存在する。
かつては能勢電鉄が乗り入れていたが数年で撤退。詳しくは能勢電鉄のページを参照。
観光バスも近鉄グループが強い。その他には奈良観光バスがある。

#### 高速自動車国道
- 西名阪自動車道

当県の高速自動車国道は当道路のみで、総延長18.2kmは47都道府県中最下位である。

#### 一般国道の自動車専用道路
京奈和自動車道、南阪奈道路、第二阪奈有料道路はいずれも一般国道のバイパス道路整備予算で建設されている（西名阪自動車道も1969年（昭和44年）3月21日の開通時点では一般国道25号バイパス道路予算の一般有料道路だったが、1973年（昭和48年）4月1日付で高速自動車国道へ昇格した）。
京奈和自動車道は奈良盆地を縦断する予定で、慢性的な渋滞に悩まされている国道24号のバイパス道路予算で建設される高速道路であり、奈良県内と和歌山県内では無料となる予定である（京都府内は西日本高速道路管理の一般有料道路）。
- 名阪国道（国道25号） ※無料
- 京奈和自動車道（国道24号） ※奈良県域および和歌山県域は無料
- 南阪奈道路（国道166号） ※有料
- 第二阪奈有料道路（国道308号） ※有料

#### 一般国道（上記以外）
- 国道24号
- 国道25号
- 国道163号
- 国道165号
- 国道166号
- 国道168号
- 国道169号
- 国道308号
- 国道309号
- 国道310号
- 国道311号
- 国道368号
- 国道369号
- 国道370号
- 国道371号
- 国道422号
- 国道425号

### 医療・福祉
災害拠点病院
奈良県災害拠点病院
保育所
奈良県保育所一覧

### 教育
県内の大学では奈良県大学連合を結成しており、単位相互協定を結んでいる。
県内には、国立で男女共学の総合大学が存在しない。
大学
国立
- 奈良先端科学技術大学院大学
- 奈良教育大学
- 奈良女子大学

公立
- 奈良県立大学
- 奈良県立医科大学

私立
- 畿央大学
- 帝塚山大学
- 天理大学
- 奈良大学
- 奈良学園大学
- 近畿大学 奈良キャンパス

通信制大学
- 放送大学 奈良学習センター

短期大学
私立
- 奈良芸術短期大学
- 奈良佐保短期大学
- 大和大学白鳳短期大学部

高等専門学校
- 奈良工業高等専門学校

専修学校
奈良県専修学校一覧
特別支援学校
奈良県特別支援学校一覧
高等学校
奈良県高等学校一覧
中学校
奈良県中学校一覧
小学校
奈良県小学校一覧
幼稚園
奈良県幼稚園一覧
学校教育以外の施設
農業大学校
- なら食と農の魅力創造国際大学校

神学校
- 生駒聖書学院
- 関西聖書学院

### メディア

#### テレビ放送
県域放送局
NHK奈良放送局（親局は松尾山。総合テレビジョンを送信している。）
奈良テレビ放送 （独立局だが、テレビ東京系の番組の一部も放送。親局は生駒山東中腹。）
全国放送およびネットワーク局
県内は広域放送である近畿広域圏の放送対象地域となっており、NHK大阪（Eテレ（教育テレビジョン））および、TXNを除く民放のネットワーク加盟の各局（毎日放送 : JNN系列、ABCテレビ : ANN系列、関西テレビ : FNN系列、 読売テレビ : NNN系列）の放送対象地域となっている。いずれの局も、大阪府との県境にある生駒山山上から近畿広域圏を対象とした送信を行っており、このうち毎日放送、朝日放送、読売テレビの送信所は奈良県側に所在している（関テレは大阪府側に所在）。このほか、栃原・三郷立野など県内各地に中継局を置いているが、広域放送を行う民放各局の中継局の数は、近畿2府4県の中では最も少ない5局である。このため、東部・中南部の大半はケーブルテレビ局や共同受信設備を用いてテレビを視聴することとなる。

#### ラジオ放送
全てFM放送によるものである。AM放送の送信施設が存在しない都道府県は奈良県と群馬県のみである。
奈良県は全国で唯一、県域民放ラジオ局がない（県域放送#ラジオ放送を参照）。なお、県域民放ラジオ局の周波数 (85.8MHz, 500W) は1984年に割り当てられているが、開局について具体的な動きはない。
AM放送の中継局もNHK・民放ともに存在しない（必然的に、周辺府県局を受信する。下記聴取状況参照）。ただし、ABCラジオのFM補完中継局（周波数93.3MHz / 送信出力7kW）は生駒山の奈良県側に所在する（MBSラジオとラジオ大阪のFM補完中継局は大阪府側にある）。
県域放送局
- NHK奈良放送局（松尾山87.4MHz : 県内各地に中継局を設置）

外国語放送
- FM COCOLO（生駒山76.5MHz : 県内の放送対象地域は奈良市のみだが、奈良盆地一帯で受信可能である）

コミュニティ放送

- FMハイホー（エフエム西大和）

奈良県初のコミュニティFM（1999年7月24日開局）、周波数 81.4MHz / 送信出力 5W
- ならどっとFM（奈良シティエフエムコミュニケーションズ）

2000年6月1日開局、周波数 78.4MHz / 送信出力 20W
- FM五條（祥水園）

2017年7月8日開局、周波数 78.0MHz / 送信出力 20W
- FMヤマト（YAMATO）

2021年2月11日開局、周波数 77.5MHz / 送信出力 5W
聴取状況
radikoでは大阪府域局のエフエム大阪及びFM802を含めた在阪民放各局に加え兵庫県のラジオ関西及び兵庫エフエム放送（Kiss FM KOBE）が県内全域でサービスを実施している。
交通情報は、ならどっとFM、NHK奈良FMのほか隣接する京都府のKBS京都（AM局）とα-STATIONで奈良県の情報も流している。

#### ケーブルテレビ
奈良県内におけるケーブルテレビ局（HFC方式で、かつ有線テレビジョン放送法に基づく）は近鉄グループの寡占産業となっている。以前は中部・南部に幾つかの小規模事業者が存在したが、これらは全て近鉄ケーブルネットワーク（KCN・奈良盆地部分）とKCN子会社のこまどりケーブル（主に山間部）に事業譲渡、または統合され、現在は2社だけで県内全域をカバーしている。うちKCNではサンテレビ及びNHK大阪総合・KBS京都・テレビ大阪の区域外再放送を実施している。
特に前述したとおり、奈良県ではNHK、民放（在阪大手4局・奈良テレビ）とも、デジタル放送は東部・中南部に直接受信をするための中継局がない（奈良テレビ放送#デジタル放送の項を参照。アナログ放送の時代はこれらの地域にも中継局はあった）ため、デジタル放送を視聴するためにはこまどりケーブルへの加入が事実上必須となっており、各局が行うワンセグを使った直接受信も事実上不可能である（NHKに関してはNHKプラスのアプリで視聴は行えるが、内容は全国向けと東京向けの番組になる）。
FTTH（光ファイバー）については、NTT西日本「スカパー!プレミアムサービス光」と、eo光テレビ（奈良県では近鉄ケーブルネットワーク提携の「KCN eo光テレビ」と、ケイ・オプティコムが直営するものとがある）が利用できるが、提供される地域は北部の大半のみである。

#### 新聞
地方紙
- 奈良新聞
- 奈良日日新聞
  - 2005年11月に休刊した後、2006年9月に新社を発足して同年10月から復刊した。日本新聞協会にも2009年に加盟するが、経営難が解消されず2010年に日刊紙としては再休刊となり、週刊紙となった。

- ニュース「奈良の声」
  - 地元紙OBが2010年に創刊したオンライン新聞。

全国紙
他の都道府県では特定の1紙または数紙の新聞（概ね地元紙である場合が多い）が大きなシェアを確保し、全国紙を含む他紙が残りの少ないシェアを分け合う状況が一般的になっている中で、奈良県は日本経済新聞以外の全国紙4紙と主要地元紙（奈良県の場合は奈良新聞）がいずれもシェア20%以上を確保している唯一の都道府県である。2007年時点での都道府県内シェア（世帯普及率）は、朝日新聞が29.2%、毎日新聞が27.6%、産経新聞が21.9%で、いずれも47都道府県中で首位となっている。朝日が県内シェア首位となっている唯一の都道府県であるほか、産経のシェアが20%を超えているのは奈良県と大阪府のみである。日本経済新聞は奈良県内の全国紙で唯一シェア2割を下回っているが、東京都と神奈川県に続き、千葉県と並び都道府県内シェア3位を確保している。
- 読売新聞
- 朝日新聞
- 毎日新聞
- 日本経済新聞
- 産経新聞

## 文化・スポーツ

### 方言
奈良県の方言は、奈良市などの県北中部と十津川村などの奥吉野地方で大きく異なる。北中部の方言は大阪弁に近く近畿方言（関西弁）らしい方言であるが、奥吉野の方言は東京式アクセントが主流で、「大根→だーこ」「赤い→あかー」のような連母音変化が起こり、「目ぇ」「気ぃ」のような長母音化が起こらないなど、近畿地方のなかで特殊な言語島となっている。

### 食文化
奈良市に暮らした志賀直哉は随筆『奈良』にて「蕨粉や豆腐、雁擬は評判が良い」と書きながらも、「（奈良は）食ひものはうまい物のない所だ」と書いたことで知られ、後者の文章がひとり歩きし、奈良の食に対する評価ともなっている。
郷土料理

| - 奈良漬け - 三輪素麺 - 茶粥 | - 寿司 - 柿の葉寿司 - めはりずし |

### 伝統工芸
経済産業大臣指定伝統的工芸品
- 大阪唐木指物（木工品、1977年）
- 高山茶筌（竹工品、1975年）
- 奈良筆（文具、1977年）

伝統工芸品

### 文化施設

#### 博物館・美術館・図書館
- 奈良国立博物館
- 奈良文化財研究所平城宮跡資料館
- 奈良県立美術館
- 奈良県立橿原考古学研究所
- 奈良県立図書情報館

#### ホール
| - 奈良県新公会堂 - 奈良県文化会館 - なら100年会館 | - 県民ホール - やまと郡山城ホール - 奈良市音声館 | - かしはら万葉ホール - 奈良県橿原文化会館 |

#### 都市公園
- 国営飛鳥歴史公園
- 平城宮跡歴史公園
- うだ・アニマルパーク
- 馬見丘陵公園
- 大渕池公園
- 県営福祉パーク
- まほろば健康パーク
- 竜田公園
- 奈良公園
- 大和民俗公園
- 橿原公苑

### 芸術文化団体

#### 合唱・楽団
| - 奈良市民合唱団 - 奈良フロイデ合唱団 - 混声合唱団クール・シェンヌ - 奈良フィルハーモニー混声合唱団 | - 男声合唱団ゾンターク - 奈良アカペラサークル - 奈良ジュニア合唱団 - 奈良フィルハーモニー管弦楽団 | - 奈良交響楽団 - 奈良吹奏楽団 - 橿原交響楽団 - 奈良県立ジュニアオーケストラ |

#### 劇団
| - 劇団EVENT-STATION.（王寺町） - ふたかみ市民オペラ（香芝市） | - 劇団「良弁杉」（奈良市） - シアター生駒（生駒市） |

### スポーツ

#### スポーツ施設
| - 奈良市鴻ノ池運動公園 - ならでんフィールド（奈良市鴻ノ池陸上競技場） - ならでんスタジアム（奈良市鴻ノ池野球場） - ならでんアリーナ（奈良市中央体育館） | - 奈良県立橿原公苑 - 佐藤薬品スタジアム（奈良県立橿原公苑野球場） - 奈良県立橿原公苑陸上競技場 - ジェイテクトアリーナ奈良（奈良県立橿原公苑第1体育館） |
| - 大和郡山市総合公園施設 - 大和郡山市営球場（ならっきー球場） - 多目的体育館（金魚スクエア） - 奈良競輪場 - 名阪スポーツランド                          | - 親里競技場 - 親里ラグビー場 - 親里ホッケー場 - 芝運動公園                                                                                            |

#### スポーツチーム
サッカー
- 奈良クラブ - 日本プロサッカーリーグ (Jリーグ)
- ディアブロッサ高田FC - 関西サッカーリーグ（本拠地：橿原公苑陸上競技場）

バスケットボール
- バンビシャス奈良 - ジャパン・プロフェッショナル・バスケットボールリーグ

フィールドホッケー
- 南都銀行SHOOTING STARS - ホッケー日本リーグ（女子）
- 天理大学ベアーズ - ホッケー日本リーグ（男・女）

#### スポーツイベント
| - 奈良マラソン - いかるがの里・法隆寺マラソン - ツアー・オブ・ジャパン | - 高取城戦国ヒルクライム - 山岳グランフォンドin吉野 - 桜井市ウォーキングフェスティバル |

#### 奈良県スポーツアカデミー
- 2017年（平成29年）に奈良県及び近畿大学農学部と付属幼稚園は、包括連結協定により、奈良県独自の幼児プログラムの構築している[28]。

## 観光

### 文化財
ユネスコ世界遺産（3件 / 全国最多）
- 法隆寺地域の仏教建造物（1993年登録）
- 古都奈良の文化財（1998年登録）
- 紀伊山地の霊場と参詣道（2004年登録）

ユネスコ無形文化遺産
- 題目立

国宝建造物（64件71棟 / 全国最多）
- 秋篠寺 - 本堂
- 石上神宮 - 拝殿、摂社出雲建雄（いずもたけお）神社拝殿
- 宇太水分神社 -本殿（3棟）
- 栄山寺 - 八角堂
- 円成寺 - 春日堂・白山堂
- 海龍王寺 - 五重小塔
- 春日大社 - 本社本殿（4棟）
- 元興寺極楽坊 - 五重小塔、禅室、本堂
- 金峯山寺 - 二王門、本堂
- 興福寺 - 五重塔、三重塔、東金堂、北円堂
- 十輪院 - 本堂
- 正倉院 - 正倉
- 新薬師寺 - 本堂
- 當麻寺 - 西塔、東塔、本堂（曼荼羅堂）
- 長弓寺 - 本堂
- 唐招提寺 - 金堂、講堂、鼓楼、経蔵、宝蔵
- 東大寺 - 南大門、金堂（大仏殿）、開山堂、鐘楼、転害門、二月堂、法華堂（三月堂）、本坊経庫
- 長谷寺 - 本堂
- 般若寺 - 楼門
- 法起寺 - 三重塔
- 法隆寺 - 南大門、中門、金堂、五重塔、廻廊、経蔵、鐘楼、大講堂、三経院及び西室、食堂（じきどう）、聖霊院（しょうりょういん）、東室、西円堂、綱封蔵、東大門、東院夢殿、東院鐘楼、東院伝法堂
- 室生寺 - 金堂、五重塔、本堂（灌頂堂）
- 薬師寺 - 東院堂、東塔
- 霊山寺 - 本堂

国宝美術工芸品（142件 / 全国3位）
- 彫刻（76件 / 全国最多）

史跡名勝天然記念物 (149件 / 全国最多)
- 特別史跡（10件 / 全国最多）

- キトラ古墳
- 高松塚古墳
- 山田寺跡
- 石舞台古墳
- 巣山古墳
- 藤原宮跡
- 文殊院西古墳
- 平城宮跡
- 平城京左京三条二坊宮跡庭園
- 本薬師寺跡

- 特別名勝

- 平城京左京三条二坊宮跡庭園
- 平城宮東院庭園
- 瀞八丁

- 特別天然記念物

- 春日山原始林

重要無形民俗文化財
- 題目立
- 春日若宮おん祭
- 奈良豆比古神社の翁舞
- 陀々堂の鬼はしり
- 十津川の大踊
- 吉野の樽丸製作技術
- 江包・大西の御綱

重要文化的景観
- 奥飛鳥の文化的景観 （明日香村）

重要伝統的建造物群保存地区
- 今井町 （橿原市）
- 松山 （宇陀市）
- 五條新町（五條市）

### 自然公園
- 吉野熊野国立公園
- 室生赤目青山国定公園
- 大和青垣国定公園
- 金剛生駒紀泉国定公園
- 高野龍神国定公園
- 県立矢田自然公園
- 県立月ヶ瀬神野山自然公園
- 県立吉野川津風呂自然公園